# Bart Preneel
Bart Preneel, cryptologue belge et professeur à la Katholieke Universiteit Leuven où il est directeur du groupe COSIC (Computer Security and Industrial Cryptography). 
Preneel est l'un des auteurs de la fonction de hachage RIPEMD-160. Avec Shoji Miyaguchi, il est à l'origine de la construction de Miyaguchi-Preneel qui est utilisée dans Whirlpool. Ses recherches sont principalement axées sur le hachage et l'authentification avec plus de 140 publications. 
Preneel occupe le poste de vice-président de l'IACR (International Association for Cryptologic Research) et a été un des organisateurs du concours NESSIE. En 2003, il reçoit le prix européen de la sécurité informatique pour sa contribution lors de NESSIE.